# Mordella heros
Mordella heros là một loài bọ cánh cứng trong họ Mordellidae. Loài này được Palm miêu tả khoa học năm 1823.